# Jordanski dinar
Jordanski dinar, arapski: دينار أردني,  (ISO 4217: JOD) je valuta Jordana. Osim u Jordanu koristi se na Zapadnoj obali paralelno s novim izraelskim šekelom.
Ima tri podjedinice: dirham (1/10 dinara), pijastru (1/100 dinara) i fils (1/1000 dinara). Do 1949. godine Jordan je koristio palestinsku funtu kao svoju valutu. Od tada je u upotrebi dinar koji je zamijenio funtu u odnosu 1:1. 
Središnja banka Jordana izdaje sljedeće kovanice: 1/2, 1, 2.5, 5 i 10 pijastri, te 1/4, 1/2 i 1 dinar. Novčanice koje se nalaze u optjecaju u gotovinskom platnom prometu su: 1, 5, 10, 20 i 50 dinara.

## Vanjske poveznice
- Središnja banka Jordana  Arhivirana inačica izvorne stranice od 4. kolovoza 2020. (Wayback Machine)